# Ángel Reyna
Ángel Eduardo Reyna (Mexikóváros, 1984. szeptember 19. –) egy mexikói válogatott labdarúgó, aki jelenleg a Guadalajara középpályása. Általában a pálya bal oldalán játszik. Mexikóban egyszeres kupagyőztes, egyszeres CONCACAF-bajnokok ligája-győztes, a válogatottal pedig egyszeres CONCACAF-aranykupa-győztes.

## Pályafutása

### Klubcsapatokban
Bár az América utánpótlás-neveléséből került ki, az első osztályú mexikói bajnokságban 2005. július 31-én mutatkozott be, amikor csapata, a San Luis FC 2–1-es győzelmet aratott hazai pályán az Estudiantes Tecos felett. Később szerepelt a Necaxa és az América csapatában is, majd a Monterreyhez kerül, amellyel 2012-ben megnyerte a CONCACAF-bajnokok ligáját. A Pachuca és a Veracruz után a Guadalajara játékosa lett, amellyel 2015-ben kupagyőzelmet ünnepelhetett.

### A válogatottban
A válogatottban először 25 évesen, 2010. február 24-én lépett pályára egy Bolívia elleni barátságos mérkőzésen. 2011-ben részt vett a CONCACAF-aranykupán, amit Mexikó meg is nyert, majd számos világbajnoki selejtezőn is pályára lépett. Bár szerepelt a 2013-as konföderációs kupára nevezett keretben is, a tornán nem lépett pályára. 2014-től nem került be a nemzeti csapatba.

#### Mérkőzései a válogatottban
| Mexikó | Mexikó               | Mexikó                                   | Mexikó           | Mexikó   | Mexikó              | Mexikó                          | Mexikó | Mexikó  |
| #      | Dátum                | Helyszín                                 | Hazai            | Eredmény | Vendég              | Kiírás                          | Gólok  | Esemény |
| ------ | -------------------- | ---------------------------------------- | ---------------- | -------- | ------------------- | ------------------------------- | ------ | ------- |
| 1.     | 2010. február 24.    | San Francisco, Candlestick Park          | Mexikó           | 5 – 0    | Bolívia             | barátságos                      | 0      | 46'     |
| 2.     | 2010. március 18.    | Torreón, Estadio TSM Corona              | Mexikó           | 2 – 1    | Észak-Korea         | barátságos                      | 0      | 46'     |
| 3.     | 2010. március 24.    | Charlotte, Bank of America Stadion       | Mexikó           | 0 – 0    | Izland              | barátságos                      | 0      | 73'     |
| 4.     | 2011. június 1.      | Denver, Invesco Field                    | Mexikó           | 3 – 0    | Új-Zéland           | barátságos                      | 0      | 46'     |
| 5.     | 2011. június 5.      | Arlington, Cowboys Stadium               | Salvador         | 0 – 5    | Mexikó              | CONCACAF-aranykupa, csoportkör  | 0      | 73'     |
| 6.     | 2011. június 9.      | Charlotte, Bank of America Stadion       | Kuba             | 0 – 5    | Mexikó              | CONCACAF-aranykupa, csoportkör  | 0      |         |
| 7.     | 2011. június 12.     | Chicago, Soldier Field                   | Mexikó           | 4 – 1    | Costa Rica          | CONCACAF-aranykupa, csoportkör  | 0      | 61'     |
| 8.     | 2011. június 18.     | East Rutherford, New Meadowlands Stadium | Mexikó           | 2 – 1    | Guatemala           | CONCACAF-aranykupa, negyeddöntő | 0      | 77'     |
| 9.     | 2012. május 27.      | New York, MetLife Stadium                | Mexikó           | 2 – 0    | Wales               | barátságos                      | 0      | 70'     |
| 10.    | 2012. május 31.      | Chicago, Soldier Field                   | Mexikó           | 2 – 1    | Bosznia-Hercegovina | barátságos                      | 0      | 73'     |
| 11.    | 2012. június 3.      | Arlington, Cowboys Stadium               | Mexikó           | 2 – 0    | Brazília            | barátságos                      | 0      | 83'     |
| 12.    | 2012. június 8.      | Mexikóváros, Estadio Azteca              | Mexikó           | 3 – 1    | Guyana              | vb-selejtező                    | 0      | 61'     |
| 13.    | 2012. június 12.     | San Salvador, Estadio Cuscatlán          | Salvador         | 1 – 2    | Mexikó              | vb-selejtező                    | 0      | 68'     |
| 14.    | 2012. augusztus 15.  | Mexikóváros, Estadio Azteca              | Mexikó           | 0 – 1    | Egyesült Államok    | barátságos                      | 0      | 73'     |
| 15.    | 2012. október 12.    | Houston, BBVA Compass Stadium (USA)      | Guyana           | 0 – 5    | Mexikó              | vb-selejtező                    | 1      | 73' 86' |
| 16.    | 2012. október 16.    | Torreón, Estadio TSM Corona              | Mexikó           | 2 – 0    | Salvador            | vb-selejtező                    | 0      |         |
| 17.    | 2013. január 30.     | Glendale, University of Phoenix Stadium  | Mexikó           | 1 – 1    | Dánia               | barátságos                      | 0      | 58'     |
| 18.    | 2013. február 6.     | Mexikóváros, Estadio Azteca              | Mexikó           | 0 – 0    | Jamaica             | vb-selejtező                    | 0      | 66'     |
| 19.    | 2013. március 26.    | Mexikóváros, Estadio Azteca              | Mexikó           | 0 – 0    | Egyesült Államok    | vb-selejtező                    | 0      | 72'     |
| 20.    | 2013. április 17.    | San Francisco, Candlestick Park          | Mexikó           | 0 – 0    | Peru                | barátságos                      | 0      | 83'     |
| 21.    | 2013. május 31.      | Houston, Reliant Stadium                 | Mexikó           | 2 – 2    | Nigéria             | barátságos                      | 0      | 64'     |
| 22.    | 2013. június 7.      | Panamaváros, Estadio Rommel Fernández    | Panama           | 0 – 0    | Mexikó              | vb-selejtező                    | 0      | 67'     |
| 23.    | 2013. augusztus 14.  | New York, MetLife Stadium                | Mexikó           | 4 – 1    | Elefántcsontpart    | barátságos                      | 1      | 90'     |
| 24.    | 2013. szeptember 6.  | Mexikóváros, Estadio Azteca              | Mexikó           | 1 – 2    | Honduras            | vb-selejtező                    | 0      | 65'     |
| 25.    | 2013. szeptember 10. | Columbus, Columbus Crew Stadium          | Egyesült Államok | 2 – 0    | Mexikó              | vb-selejtező                    | 0      | 77'     |
|        | Összesen             |                                          |                  | 25       | mérkőzés            |                                 | 2      | gól     |